# Mohammed Al-Khaibari
Mohammed Al-Khaibari (18 de abril de 2002) es un futbolista saudita que juega como defensa en el Khaleej Club de la Liga Profesional Saudí.

## Trayectoria
Tras formarse como futbolista en las categorías inferiores del Al-Nassr FC, finalmente se marchó a la disciplina del Al-Shabab Club. Hizo su debut como profesional el 14 de agosto de 2020 en un partido de la Liga Profesional Saudí, contra el Al-Fayha FC, sustituyendo a Hassan Muath Fallatah en el minuto 83. El encuentro finalizó con un resultado de empate a uno. El 1 de febrero de 2021 fue traspasado al Al Hilal SFC.

## Clubes
| Club           | País           | Año       | Partidos | Goles |
| -------------- | -------------- | --------- | -------- | ----- |
| Al-Shabab Club | Arabia Saudita | 2020-2021 | 2        | 0     |
| Al Hilal SFC   | Arabia Saudita | 2021-2023 | 0        | 0     |
| Khaleej Club   | Arabia Saudita | 2023-     |          |       |